# Karel Cumpfe
Karel Cumpfe (14. listopadu 1853 Sobotka – 25. února 1931 Písek) byl český středoškolský profesor, klasický filolog, autor publikací o starověkém Řecku a Římě.

## Život
Narodil se 14. listopadu 1853 v Sobotce. Studoval gymnázium v Jičíně a klasickou filologii na pražské univerzitě, kde byl jeho významným učitelem Jan Kvíčala. Studium ukončil roku 1878 a o tři roky později (1881) byl promován doktorem filozofie (PhDr.) na základě disertace Beiträge zur Erklärung der beiden Hippolyte des Euripides mit Rücksicht auf die Phaidra.
Jeho prvním pedagogickým působištěm bylo pražské akademické gymnázium. Roku 1879 přešel na reálné gymnázium v Novém Bydžově, odkud se v roce 1881 se vrátil znovu do Prahy, nejprve na gymnázium v Jindřišské ulici, později v Truhlářské. V listopadu 1882 mu zemská školní rada udělila titul (středoškolského) profesora.
V září 1884 vážně onemocněl. Podle názoru ošetřujících lékařů se jednalo o břišní tyfus a pro lepší péči byl přijat do Všeobecné nemocnice. Tam se ale jeho stav prudce zhoršil, začal zuřit a místo obvyklého vyšetření byl s podezřením na šílenství převezen do ústavu pro choromyslné. O události informoval denní tisk, zejména Národní listy a Pokrok. Brzy se ale situace vyjasnila — následujícího dne vyšla zpráva, že profesor nejeví žádné známky duševní choroby, do psychiatrického ústavu byl převezen jen kvůli zaznamenanému „ochrnutí nervů“ a je naděje, že (předpokládané) onemocnění tyfem zakrátko překoná. Mezi novináři se pak řešila otázka, zda bylo vhodné uveřejnit první nepřesnou zprávu, protože zpochybňování duševního zdraví může kohokoliv velmi poškodit.
1. prosince 1891 byl zvolen dopisujícím členem České akademie.
Roku 1898 byl jmenován ředitelem gymnázia v Písku. Tuto funkci zastával do roku 1911, kdy odešel do důchodu. Při té příležitosti byl vyznamenán řádem železné koruny III. třídy.
Zemřel v Písku 25. února 1931.

## Dílo
Cumpfe byl autorem řady článků o různých aspektech života ve starověkém Řecku a Římě. Například:
- O recitacích římských (Světozor 1881)[11]
- Noviny ve starém Římě (Zlatá Praha 1884)[12]
- Obsazení stolice rhetoriky v Athénách veřejnými profesory v 2. století po Kr. (Listy filologické a pedagogické, 1884)[13]
- Byl-li spisovatelům římským vyplácen honorář od kněhkupců? (tamtéž)[13]
- O šermířských hrách ve starém Římě (Světozor 1885), o gladiátorských zápasech[14]
- Spisovatelstvo a obecenstvo ve starém Římě (Světozor 1886)[15]
- Obrázky ze starořímské kuchyně (Zlatá Praha 1888)[16]

Pro výroční zprávu novoměstského gymnázia za rok 1883 napsal stať Propertiův panegyrikus na Vergilia.
Knižně vyšly:
- Homerova Ilias ve skráceném vydání (1890), upravené vydání Iliady pro potřeby gymnázií
- Kulturní obrázky ze starého Říma (1890) – dostupné online
- Q. Horatia Flakka Vybrané básně (1893), upravil k vydání
- Kulturní obrázky ze starého Řecka (1895) – dostupné online
- Kterak má a může domácnost školu v jejím úkolu podporovati (1902)
- 2.XII.1848-2.XII.1908 (1908), výroční zpráva píseckého gymnázia

Přispíval do Ottova slovníku naučného pod značkou Cfe.
Napsal také slova pro Slavnostní kantátu, jejímž skladatelem byl písecký ředitel kůru Alois Ladislav Vymetal.

## Další literatura
- VYSOKÝ, Hynek. Karel Cumpfe. Praha: Česká akademie věd a umění, 1932. 14 s. Dostupné online. cnb000939841.
- VOŠAHLÍKOVÁ, Pavla, a kol. Biografický slovník českých zemí : 9. sešit : C. Praha: Libri, 2008. 369–502 s. ISBN 978-80-7277-366-4. S. 474–475.